# Artmanno di Bressanone

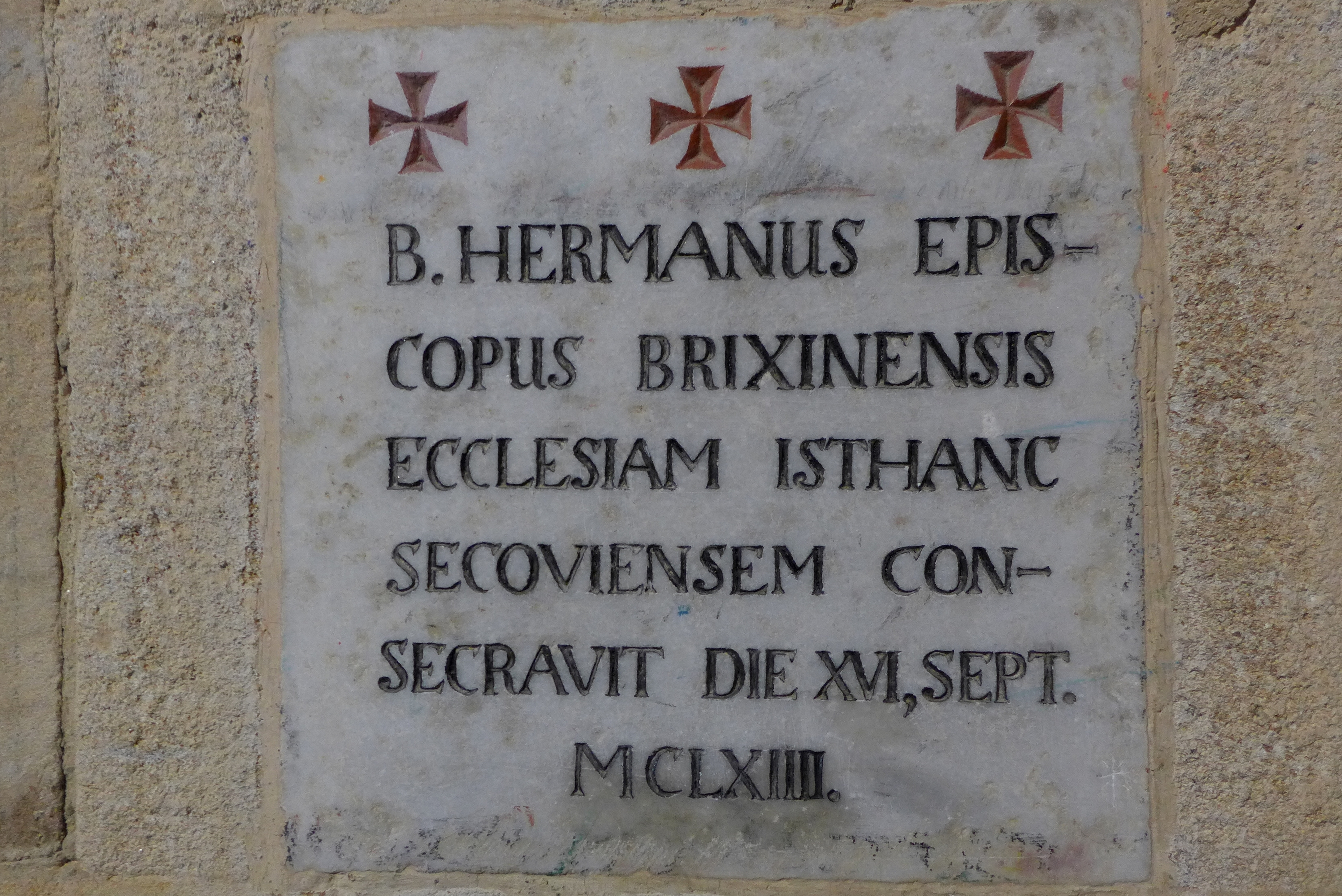
Targa commemorativa del primo barocco sull'inaugurazione della Basilica di Seckau (16 settembre 1164) nel portico (con il nome errato di Hermann invece di Hartmann di Brixen)

Artmanno (Passavia, 1090 – Bressanone, 23 dicembre 1164) è stato un vescovo cattolico tedesco, canonico regolare di Sant'Agostino e vescovo di Bressanone dal 1140 al 1164.

## Biografia
Decano di Salisburgo dal 1122 e primo prevosto di Klosterneuburg nel 1133, nel 1142 fondò la congregazione dei canonici regolari di Novacella. Grazie ai suoi ottimi contatti con l'imperatore Federico I, l'intensa attività politica ed ecclesiastica di Artmanno si estesa anche molto al di fuori della diocesi di Bressanone.
A lui si deve anche la costruzione del ospizio per pellegrini sull'insula Sanctae Crucis, un isolotto tra l'Isarco e un antico canale (oggi interrato) la cui chiesetta circolare fu da lui consacrata nel 1157, ove tuttora riposano le sue spoglie, attualmente cappella del Seminario Maggiore di Bressanone.
La sua vita è oggetto del testo agiografico, redatto da autore anonimo attorno al 1200, con il titolo di "Vita beati Hartmanni".